# Crossosoma californicum
Crossosoma californicum är en tvåhjärtbladig växtart som beskrevs av Thomas Nuttall. Crossosoma californicum ingår i släktet Crossosoma, och familjen Crossosomataceae. Inga underarter finns listade i Catalogue of Life.